# Международный аэропорт Лас-Америкас
Международный аэропорт Лас-Америкас (исп. Aeropuerto Internacional Las Américas) (ИАТА: SDQ, ИКАО: MDSD) — международный аэропорт, расположенный в Пунта-Кауседо, недалеко от Санто-Доминго, столицы Доминиканской Республики. Аэропорт находится в ведении Aeropuertos Dominicanos Siglo XXI,  в рамках 25-летней концессии на строительство и эксплуатацию шести аэропортов страны. Лас Америкас обычно принимает самые разные самолеты дальней, средней и малой дальности. Другой аэропорт Санто-Доминго, Ла-Исабела, намного меньше и используется только для легких самолетов.
Аэропорт является вторым по загруженности в стране после международного аэропорта Пунта-Кана и одним из крупнейших в Карибском бассейне, обслужив 3,5 миллиона пассажиров в 2015 году. Это также самый загруженный грузовой узел в Карибском бассейне и Центральной Америке: в 2019 году было перевезено 161025 тонн грузов.

## История
Аэропорт Лас-Америкас открылся в 1959 году как Международный аэропорт Сьюдад-Трухильо, столицы Доминиканской Республики, впоследствии город изменил свое название на Санто-Доминго. Официальное название аэропорта было изменено в 2002 году на Международный аэропорт Лас-Америкас—Хосе Франсиско Пенья Гомес (англ. Aeropuerto Internacional Las Américas-José Francisco Peña Gómez), но он более известен как «Международный аэропорт Лас-Америкас» или на местном уровне «Аэропорт Лас-Америкас», или «Эль-Аэропуэрто».
В 1954 году базирующаяся в США авиакомпания Delta Air Lines ежедневно обслуживала Доминиканскую Республику через тогдашний аэропорт имени генерала Эндрюса в Сьюдад-Трухильо выполняy беспосадочные рейсы в Сан-Хуан и Порт-о-Пренс, на двухвинтовых самолетах Convair 340. В восточном направлении Delta выполняла ежедневный маршрут Хьюстон — Новый Орлеан — Гавана — Порт-о-Пренс — Сьюдад-Трухильо — Сан-Хуан, а в западном направлении ежедневный маршрут Сан-Хуан — Сьюдад-Трухильо — Порт-о-Пренс — Гавана — Новый Орлеан. Также в середине 1950-х годов базирующаяся в США компания Pan American World Airways выполняла из Сьюдад-Трухильо беспосадочные рейсы в Нью-Йорк, Майами и Порт-о-Пренс, используя четырехмоторные самолёты Douglas DC-6. В 1960 году местная компания Dominicana de Aviacion, бывший национальный авиаперевозчик Доминиканской Республики, выполняла регулярные беспосадочные рейсы между аэропортом и Майами на четырехмоторных самолётах Douglas DC-4, а также между аэропортом и Сан-Хуаном (Пуэрто-Рико) на двухвинтовых самолетах Douglas DC-3 и Curtiss C-46  .
К началу и середине 1960-х годов несколько авиакомпаний выполняли международные рейсы из аэропорта, в том числе Pan Am на Boeing 707 без пересадок в Нью-Йорк, Майами, Сан-Хуан,  Кингстон и Кюрасао, а также прямые, рейсы на Boeing  707 в Монтего-Бей, Каракас, Порт-оф-Спейн, Джорджтаун и Парамарибо, в то время как бразильская компания VARIG выполняла беспосадочные рейсы на реактивных лайнерах Sud Aviation Caravelle и Convair 990 в Нью-Йорк и Майами, а также прямые рейсы в Порт-оф-Спейн, Белем, Форталезу, Ресифи, Рио-де-Жанейро, Сан-Паулу и Порту-Алегри.
К 1976 году American Airlines выполняла беспосадочные рейсы из аэропорта на Boeing 707 и Boeing 747 из Нью-Йорка, Dominicana de Aviacion с беспосадочными рейсами на Boeing 727-100, Boeing 727-200, Boeing 707-399C, Boeing 747 и McDonnell Douglas DC-10 из Нью-Йорка, Майами и Сан-Хуана, Eastern Airlines с беспосадочным рейсом на Boeing 727-100 из Сан-Хуана, а также прямым рейсом на Boeing 727 из Кливленда и Майами, Pan Am с беспосадочным рейсом на Boeing 707 из Порт-о-Пренса, а также прямым рейсом на 707 с одной пересадкой из Майами, ALM Antillean Airlines с беспосадочным прямым рейсом на McDonnell Douglas DC-9-30 с одной пересадкой из Кюрасао, Viasa с беспосадочным рейсом на Douglas DC-8 из Кюрасао и прямым рейсом на DC-8 с одной пересадкой из Каракаса, а также местной авиакомпании Aerovias Quisqueyana с беспосадочными рейсами на Boeing 707 и Douglas DC-8 из Майами и Сан-Хуана, Пуэрто-Рико. Также в 1976 году Aerovias Quisqueyana выполняла беспосадочные трансатлантические рейсы на Boeing 707 из аэропорта в Мадрид и Рим.
Согласно Официальному справочнику авиакомпаний, в 1996 году ряд европейских авиакомпаний выполняли трансатлантические рейсы из аэропорта, в том числе Air France выполняла беспосадочные рейсы на Boeing 747 в Париж, Alitalia на Boeing 767-300 в Рим, Condor Airlines также на Boeing 767-300 в Кёльн/Бонн и Франкфурт, Iberia на McDonnell Douglas DC-10 в Мадрид, LTU International Airways с беспосадочным рейсом McDonnell Douglas MD-11 в Дюссельдорф, Martinair на Boeing 767-300 в Амстердам и TAP Air Portugal на Airbus A310 с одной остановкой в Лиссабон. Авиаперевозки из аэропорта в Южную Америку в 1996 году включали беспосадочные рейсы на Boeing 727-200 в Боготу, выполняемые ACES Colombia, а также беспосадочные рейсы на McDonnell Douglas DC-10 в Лиму, выполняемые Iberia Airlines, в дополнение к прямым рейсам в Лиму на Boeing 737-200 рейсов, выполняемых Copa Airlines, с посадкой в хабе этого авиаперевозчика в Панама-Сити. Также, по данным OAG, другие авиакомпании, выполнявшие рейсы в аэропорт в 1996 году, включали American Airlines с беспосадочными рейсами на Airbus A300-600R, McDonnell Douglas DC-10 и McDonnell Douglas MD-11 из Нью-Йорка, а также беспосадочные рейсы на Airbus A300-600R и Boeing 727-200 из Майами в дополнение к прямым рейсам на Airbus A300-600R с одной пересадкой из Бостона и Орландо, Continental Airlines с беспосадочными рейсами Boeing 727-200 из Ньюарка, Trans World Airlines с беспосадочными рейсами на Boeing 767-200 и Lockheed L-1011 из Нью-Йорка и местная авиакомпания APA International Air с беспосадочными рейсами на Airbus A300 из Нью-Йорка и Майами.
Лас Америкас был хабом для Dominicana de Aviación, APA International Air, PAWA Dominicana и ряда других, более мелких авиакомпаний. В настоящее время там базируется SAP Air.
Лас Америкас также служил узловым аэропортом для таких авиакомпаний, как Aeromar Líneas Aéreas Dominicanas, Aero Continente Dominicana и Queen Air.
Недавно скоростная автомагистраль, ведущая из Санто-Доминго в аэропорт, была расширена и модернизирована. Также был модернизирован аэропорт, добавлены еще два терминала, в том числе еще 20 выходов на посадку. Новая скоростная автомагистраль пересекает новый подвесной мост через реку Озама, соединяя движение с городской надземной автострадой и системой туннелей с главной улицей города, Av. 27 февраля. Более живописный маршрут вдоль побережья обеспечивает прекрасный вид на Карибское море и город. Эта второстепенная дорога пересекает реку Озама по наплавному мосту, соединяющему движение с авеню. Джорджа Вашингтона (эль-Малекон), который ведет в сердце колониального города.

## Инфраструктура

### Строительство северного терминала
18 апреля 2007 г. был построен и введен в эксплуатацию новый терминал. Он может одновременно принимать четыре Boeing 747. Этот новый терминал имеет четыре выхода с телетрапами, систему кондиционирования воздуха и средства технического обслуживания самолетов.

### Взлетно-посадочная полоса
Направление взлётно-посадочной полосы аэропорта Лас Америкас — север-юг (обозначено 17–35). Эта взлетно-посадочная полоса является самой большой в стране и одной из самых больших в Карибском бассейне. Имея длину 3355 м, он может выдержать Boeing 747. Взлетно-посадочная полоса SDQ последний раз ремонтировалась в июне 2008 года. Старая рулежная дорожка также была отремонтирована и преобразована в полноценную взлетно-посадочную полосу, пока старая взлетно-посадочная полоса ремонтировалась, затем после того, как обычная взлётно-посадочная полоса была закончена, она была преобразована обратно в рулежную дорожку. Взлетно-посадочная полоса использовалась Ан-225 для доставки грузов после землетрясения на Гаити в 2010 году.

### Терминалы
Лас Америкас имеет пять выходов на основной вспомогательный зал (A), от A2 до A6. Другие средства выхода на посадку предназначены для рейсов, вылетающих с парковки на рулежной дорожке. Ещё в 1960-х и 70-х годах аэропорт был намного меньше. Первоначальное здание было вдвое меньше сегодняшнего новейшего здания, но всё ещё выглядело современно.
Зал B имеет четыре выхода (от B1 до B4) и удаленную трибуну (P8). В Терминале B теперь есть совместный клуб Copa Club, которым совместно управляют United Airlines и Copa Airlines, а также частный лаундж, предназначенный исключительно для участников и деловых людей.
Среднее количество ежедневных рейсов в Лас-Америкас и из него колеблется от 68 до 84 рейсов. JetBlue — крупнейшая авиакомпания, обслуживающая Лас-Америкас.

## Статистика
Данные из запроса в Викиданные.
| Место | Город                | Пассажиропоток | Авиакомпании                                                                               |
| ----- | -------------------- | -------------- | ------------------------------------------------------------------------------------------ |
| 1     | Нью-Йорк—Кеннеди     | 842,272        | Delta Air Lines, JetBlue                                                                   |
| 2     | Майами               | 535,633        | American Airlines, Frontier Airlines, RED Air, Sky High Aviation Services, Spirit Airlines |
| 3     | Ньюарк               | 469,710        | JetBlue, United Airlines                                                                   |
| 4     | Мадрид               | 416,168        | Air Europa, Iberia, Plus Ultra Líneas Aéreas, World2Fly                                    |
| 5     | Форт-Лодердейл       | 281,696        | JetBlue, Spirit Airlines                                                                   |
| 6     | Сан-Хуан             | 179,437        | JetBlue                                                                                    |
| 7     | Панама               | 179,104        | Copa Airlines                                                                              |
| 8     | Бостон               | 176,055        | JetBlue                                                                                    |
| 9     | Орландо              | 153,896        | Frontier Airlines, JetBlue, Spirit Airlines                                                |
| 10    | Атланта              | 101,608        | Delta Air Lines                                                                            |
| 11    | Каракас              | 90,057         | Avior Airlines, Conviasa, LASER Airlines, Venezolana                                       |
| 12    | Богота               | 83,347         | Avianca, Wingo                                                                             |
| 13    | Мехико               | 48,399         | AeroMéxico                                                                                 |
| 14    | Вашингтон            | 36,252         | United Airlines                                                                            |
| 15    | Париж–Шарль де Голль | 33,547         | Air France                                                                                 |
| 16    | Шарлотт              | 30,000         | American Airlines                                                                          |
| 17    | Валенсия (VE)        | 23,514         | Sky High Aviation Services, Turpial Airlines                                               |
| 18    | Провиденсьялес       | 15,651         | InterCaribbean Airways                                                                     |
| 19    | Пуэнт-а-Питр         | 11,757         | Air Antilles, Air Caraïbes                                                                 |
| 20    | Синт-Мартен          | 8,746          | Sky High Aviation Services                                                                 |

## Авиакатастрофы и происшествия
- 15 февраля 1970 года DC-9 Dominicana de Aviación, летевший в международный аэропорт имени Луиса Муньоса Марина в Сан-Хуане, Пуэрто-Рико, разбился, в результате чего погибли все 102 человека на борту.
- 30 января 1975 года Douglas DC-3 HI-222 компании LANSA разбился при взлете, в результате чего погиб один из 30 человек на борту. Самолет выполнял международный регулярный пассажирский рейс в аэропорт Мэис-Гейт, Порт-о-Пренс, Республика Гаити[22].
- 15 декабря 2021 года бизнес-джет Gulfstream IV, вылетел из международного аэропорта Ла-Исабела в Орландо, а затем направился в международный аэропорт Лас-Америкас, где самолет разбился при попытке приземления. Сообщается о девяти погибших, выживших нет. Инцидент ожидает расследования.